# Monastère de Sakya
Le monastère de Sakya (tibétain : ས་སྐྱ་དགོན།, Wylie : sa skya dgon, THL : sakya gön ou tibétain : ས་དཔལ་ས་སྐྱ, Wylie : dpal sa skya, THL : sa pal sakya, « terre pâle » ; chinois : 萨迦寺 ; pinyin : sàjiā sì) a été fondé en 1073 par Khön Könchog Gyalpo dans la région du Tsang au Tibet.
Siège de l'école Sakyapa du bouddhisme tibétain jusqu'au départ en exil du Sakya Trizin en 1959, le monastère est situé à environ 127 kilomètres à l'ouest de Shigatse, dans l'actuel xian de Sakya, région autonome du Tibet en république populaire de Chine.

## Histoire
Le monastère a été fondé en 1073, dans la province du Tsang du Tibet central, par Khön Könchog Gyalpo (1034-1102), premier Sakya Trizin et membre de la noble et puissante famille Khön, bouddhistes (nyingmapa) de longue date.
Sakya, « terre pâle », tire son nom de la terre grise des collines de Ponpori près de Shigatsé, où le monastère de Sakya, berceau de la tradition, a été construit. Ses abbés ont gouverné le Tibet pendant le XIIIe siècle, voire le milieu du XIVe siècle, après la chute de la dynastie Yarlung des rois du Tibet jusqu'à ce qu'ils soient éclipsés par les Phagmodrupa puis par la montée de l'école des Gelugpa.
À son apogée, le complexe monastique comportait plus de quarante chapelles et bâtiments répartis de part et d'autre de la rivière Trum. En 2000, la majeure partie du complexe au nord de la rivière, détruit durant la révolution culturelle, était en ruine mais nombre de bâtiments impressionnants susbsistaient dans le complexe méridional.

## Architecture

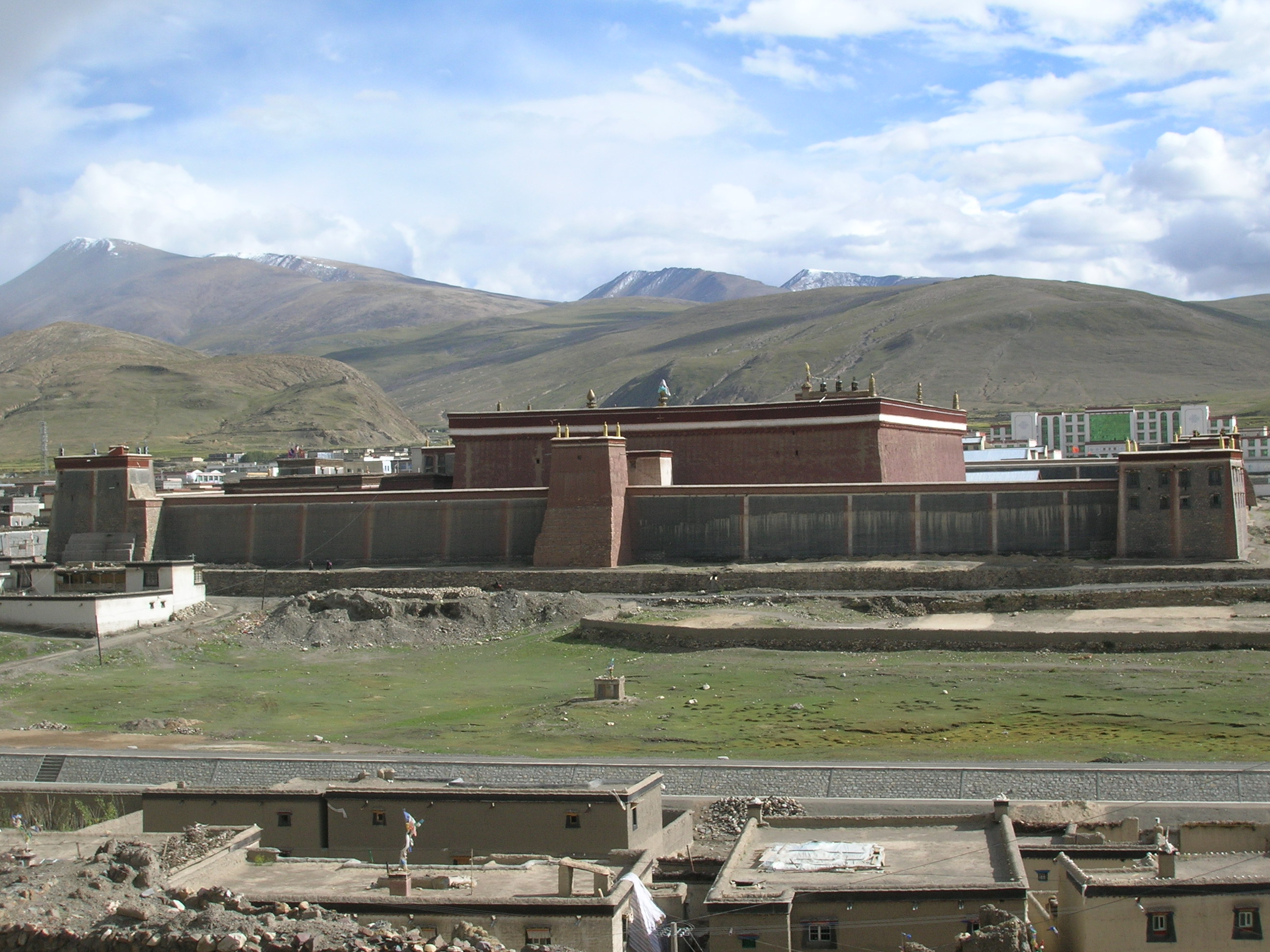
Le Lhakang Chempo, aux allures de forteresse derrière son mur d'enceinte et ses huit tours

Son architecture médiévale mongole est tout à fait différente de celle des temples de Lhassa et des Yarlung. Le seul bâtiment ancien à n'avoir pas trop souffert de la Révolution culturelle est le grand temple dit Lhakang Chempo ou Sibgon Trulpa. À l'origine simple caverne dans le versant de la montagne, le temple a été construit en 1268 par Ponchen Sakya Sangpo et restauré au XVIe siècle. Il contient des chefs-d'œuvre de l'art tibétain parmi les plus magnifiques du Tibet. Le monastère couvre 18 000 mètres carrés, le grand hall principal 6 000 mètres carrés,,. La salle principale comporte quarante énormes piliers de bois. Le bouddha au centre sert de châsse aux restes de Phagpa.

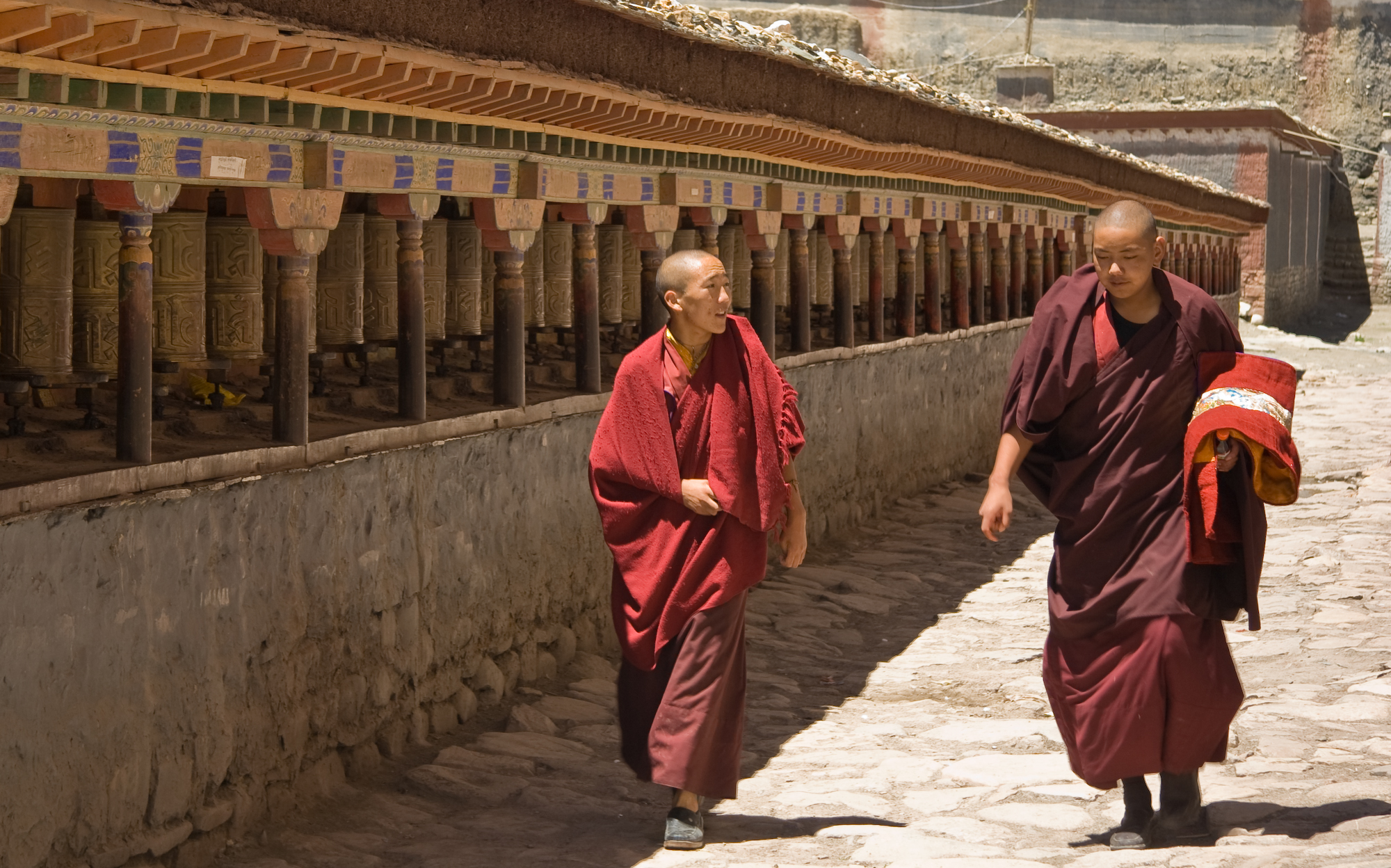
Moines au monastère.

## Bibliothèque
Le monastère de Sakya abrite une immense bibliothèque de 84 000 livres, disposés sur des étagères traditionnelles de 60 mètres de long et 10 mètres de haut. La plupart d'entre eux sont des textes sacrés bouddhistes, mais on y trouve également des ouvrages de littérature, d'histoire, de philosophie, d'astronomie, de mathématiques, d'agriculture et d'art. Un texte sacré pèse plus de 500 kilogrammes, soit le plus lourd du monde. La collection comprend également de nombreux volumes de manuscrits sur feuilles de palmier, qui sont bien conservés en raison du climat aride de la région.
En 1902, le lettré indien Sarat Chandra Das la décrit ainsi :

« Quant à la grande bibliothèque de Sakya, elle est disposée sur des rayons le long des murs du grand hall du Lhakhang chen-po. Là sont conservés de nombreux volumes écrits en lettres dorées ; les pages ont six pieds de long pour dix-huit pouces de largeur. Dans la marge de chaque page on trouve des enluminures, et les quatre premiers volumes sont illustrés d'images des mille Bouddhas. Ces livres reliés en fer ont été réalisés à la demande de Kubilai Khan et présentés à Phagpa lors de son second séjour à Pékin. »

— Sarat Chandra Das, Lhasa and Central Tibet
Il ajoute :

« Est aussi conservée dans le monastère une conque dextrogyre [tib. Ya chyü dungkar ; ch. Yu hsuan pai-lei], présent de Kubilai Khan à Phagpa. Un don de sept onces d'argent serait nécessaire pour solliciter des lamas qu'ils en jouent, mais on considère que donateur et lama acquièrent ainsi de grands mérites. »

En 2003, la bibliothèque a été examinée par l'Académie tibétaine des sciences sociales. Le monastère a commencé à numériser la bibliothèque en 2011. En 2022, tous les livres ont été indexés et plus de 20 % ont été entièrement numérisés. Les moines gèrent désormais une bibliothèque numérique pour tous les livres et documents numérisés.
Plus de 3 000 peintures murales du monastère de Sakya représentent des thèmes religieux, historiques et culturels, notamment des documents précieux sur des scènes historiques telles que la rencontre de Phagpa avec Kublai Khan et la fondation du monastère. Le hall principal de la bibliothèque contient une fresque de 66 mètres de long représentant la vie de Gautama Bouddha. On y trouve également plus de 1 100 pièces de porcelaine datant de la dynastie Yuan jusqu'au début du XIVe siècle. 
Des rumeurs selon lesquelles la bibliothèque contiendrait des documents datant de 10 000 ans ont circulé sur Internet, mais elles sont fausses.

### Galerie

Bibliothèque du monastère de Sakya
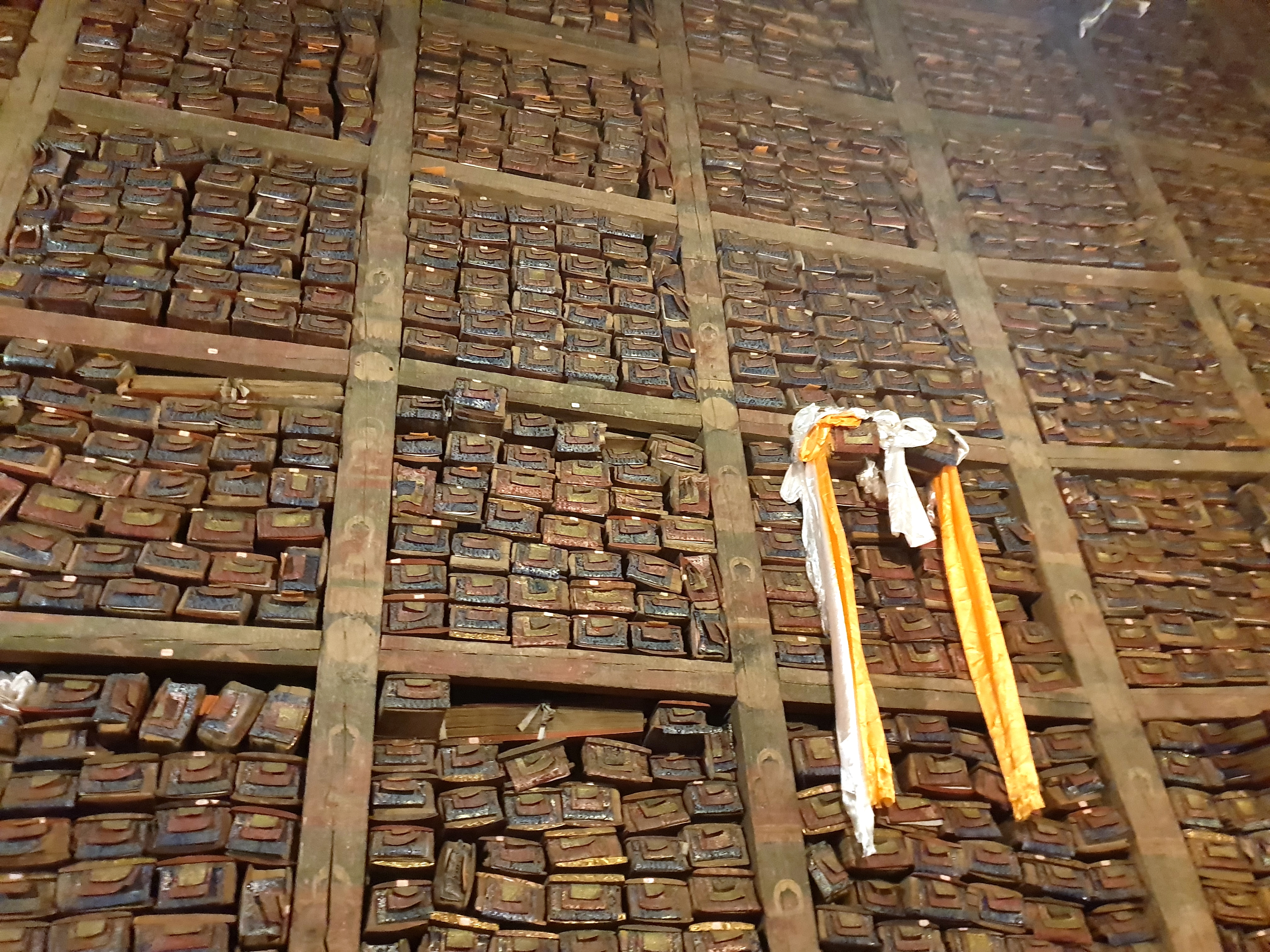
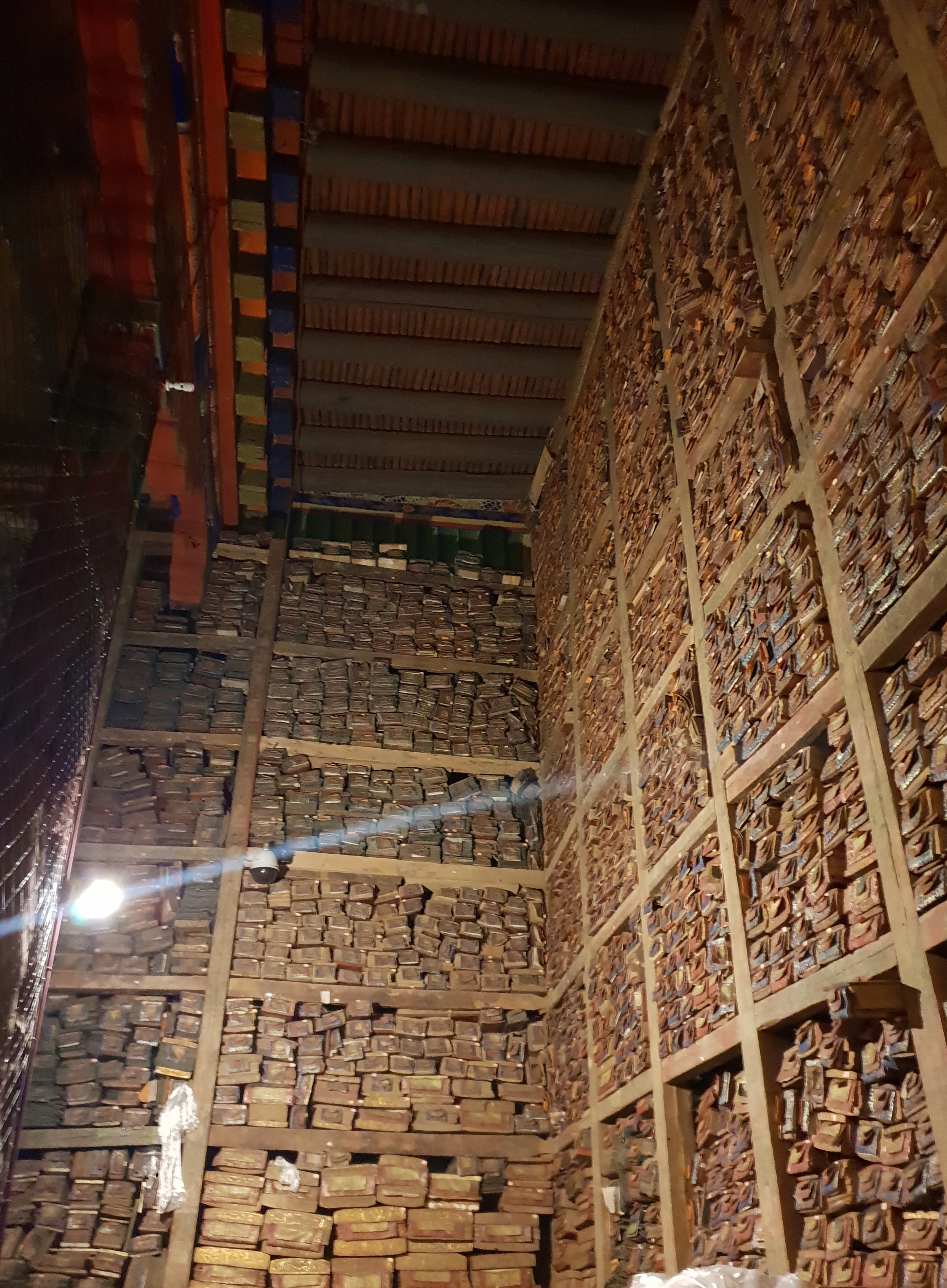
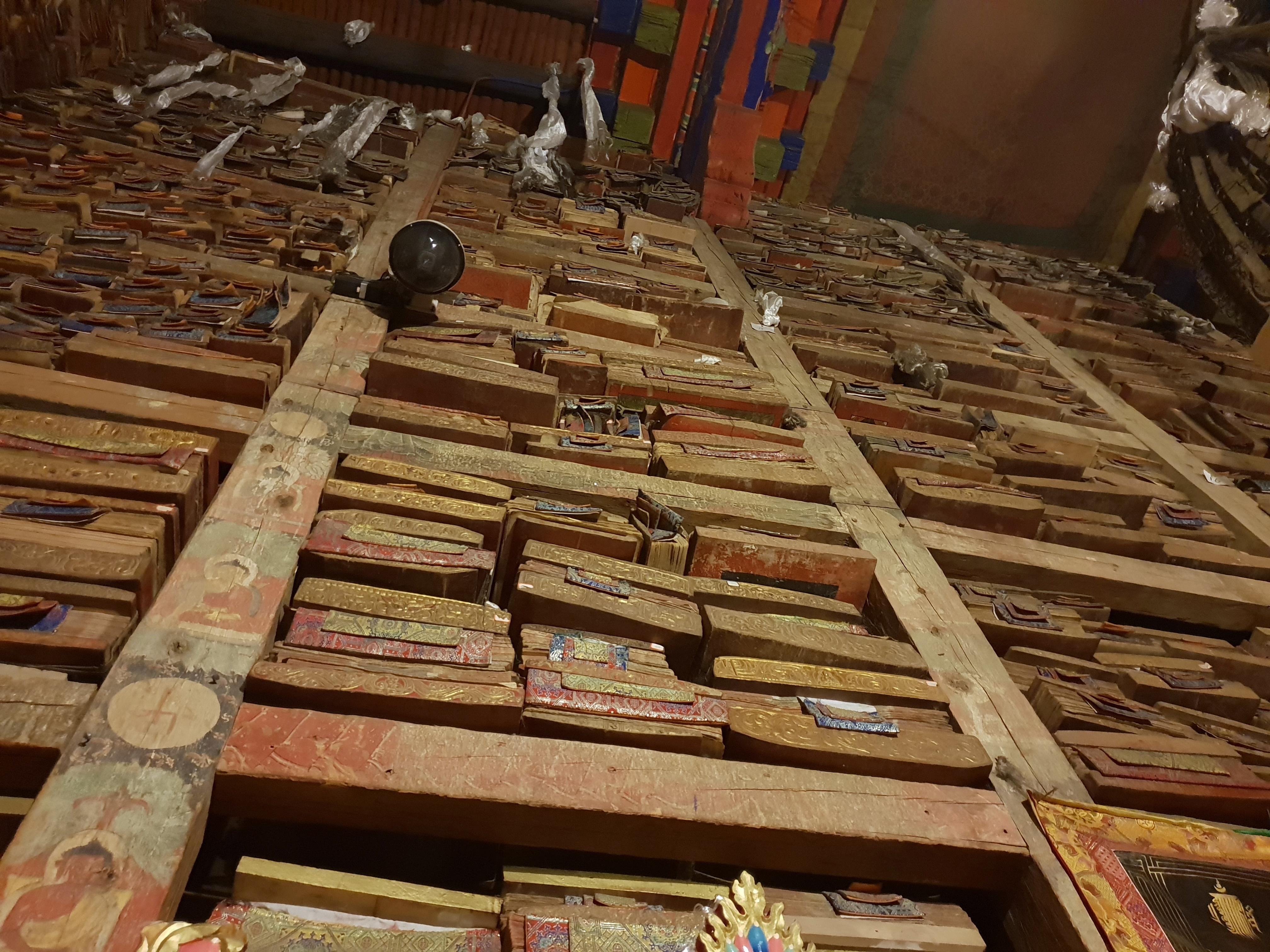
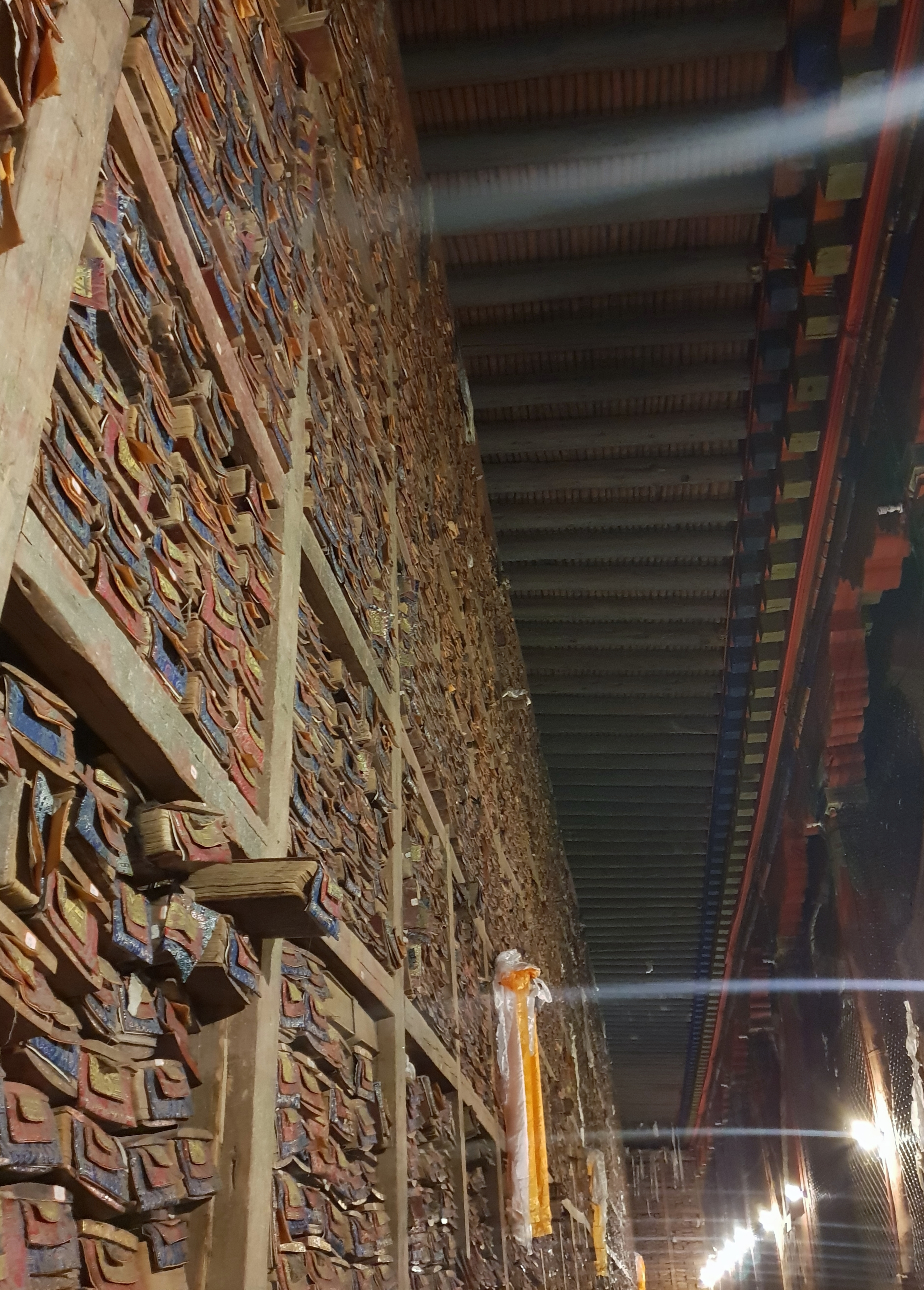
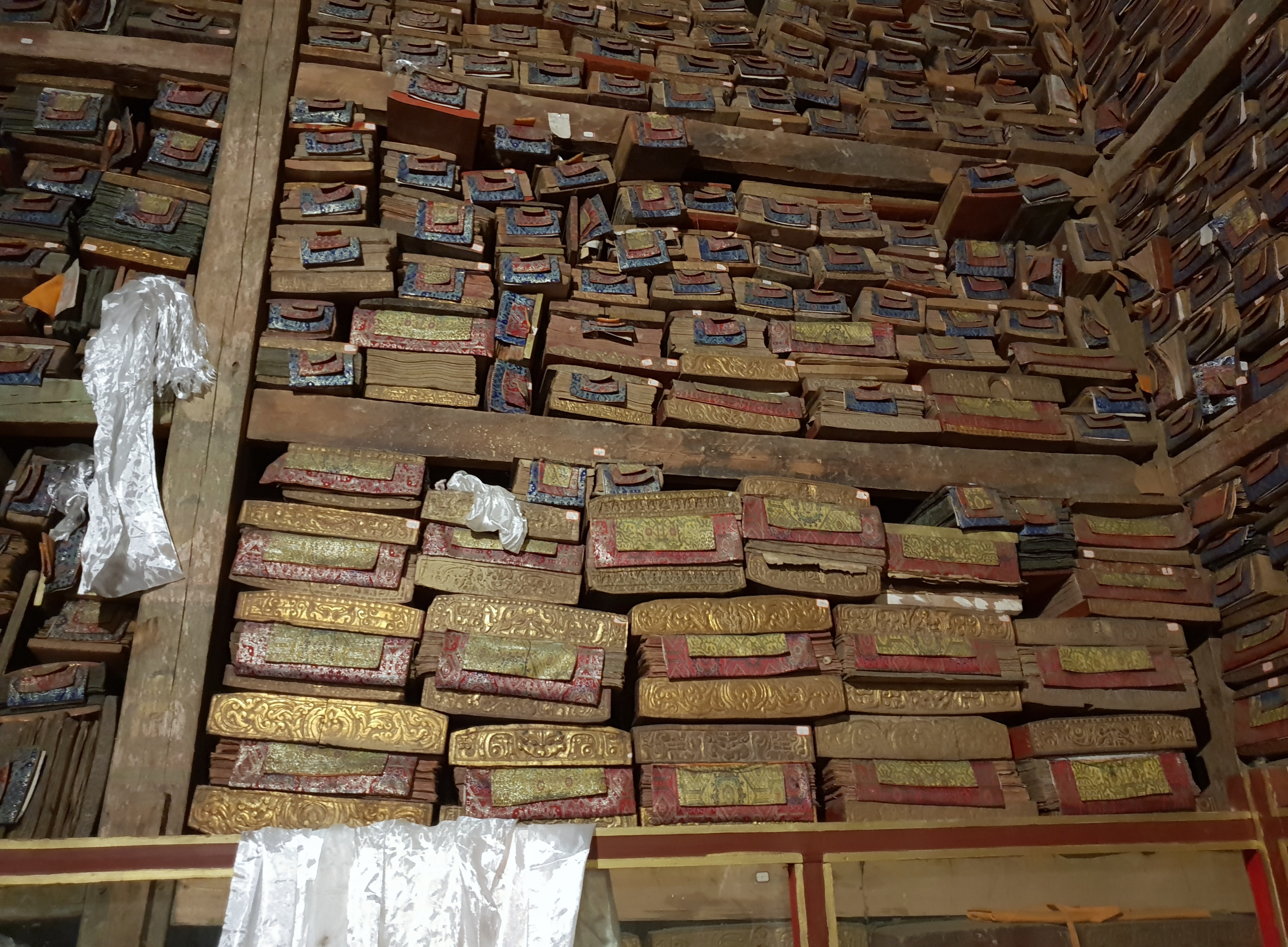

## Monastère de Sakya en Inde
L'actuel Sakya Trizin, détenteur du trône des Sakya et sa 41e incarnation, s'est exilé du Tibet en 1959 et réside aujourd'hui à Dehra Dun en Inde. Comme tous les chefs de lignée Sakya, il est marié. Il a eu deux fils et le plus jeune, Dungsey Gyana Vajra, né le 5 juillet 1979 à Dehra Dun, est moine et dirige le monastère de Sakya construit en Inde, dans l'Uttar Pradesh.